# Гней Фульвій Максим Центумал
Гней Фульвій Максим Центумал (лат. Gnaeus Fulvius Maximus Centumalus; 340 до н. е. —260 до н. е.) — військовий та політичний діяч часів Римської республіки.

## Життєпис
Походив з плебейського роду Фульвіїв. Народився у 340 році до н. е. Про молоді роки мало відомостей. У 302 році воював проти етрусків як легат диктатора Марка Валерія Максима Корва.
У 298 році до н. е. його обрано консулом разом з Луцієм Корнелієм Сціпіоном Барбатом. Того року тривала Третя Самнітська війна. Здобув важливу перемогу над самнітами при Бовіані, захопив Ауфідени, за що отримав тріумф.
У 298 році до н. е. отримав пропреторський імперіум для придушення повстання в Етрурії. Переміг армії міст Клузія та Перузії. Незабаром у битві при Сентині здобув вирішальну перемогу над етрусками. У 263 році до н. е. під час Першої пунічної війни (після поразок римського флоту) його призначено диктатором для проведення церемонії вбивання цвяха. Його завдання полягало у мобілізації ресурсів держави, щоб домогтися створенню військово-морського флоту для боротьби з Карфагеном.
Помер у 260 році до н. е.

## Родина
- Гней Фульвій Центумал, консул 229 року до н. е.
- Гней Фульвій Максим Центумал, консул 211 року до н. е.